# Robert Roberts (Journalist)

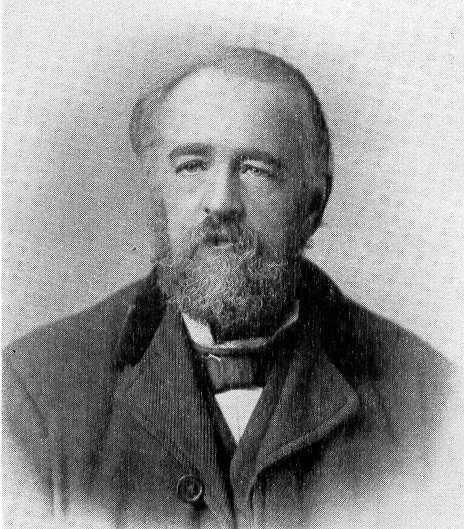
Robert Roberts

Robert Roberts (* 8. April 1839 in Aberdeen; † 23. September 1898 in San Francisco) war ein schottischer Autor und Journalist, der maßgeblichen Einfluss bei der Ausgestaltung der Kirche der Christadelphians im 19. Jahrhundert hatte.

## Leben und Wirken
Robert Roberts wurde in Aberdeen in Schottland als Sohn eines Kapitäns geboren. Die Familie seines Vaters stammte aus dem schottischen Clan MacBeth. Seine Mutter war Lehrerin und calvinistisch ausgerichtete Baptistin. Als Jugendlicher arbeitete er u. a. in einer Seilmanufaktur und bei einem Lithografen. Nachdem er John Thomas in Aberdeen erlebt und dessen Buch Elpis Israel gelesen hatte, wandte er sich früh der entstehenden Bewegung um John Thomas zu, die einige Jahre später als Christadelphian (≈Brüder in Christo) bekannt wurden. Den ersten brieflichen Kontakt mit Thomas hatte Roberts im Jahr 1856. Bereits um 1853 erarbeitete er einen Bibelleseplan, den noch heute viele Christadelphians nutzen. Am 8. April 1859 heiratete er Jane Norrie in Edinburgh, mit der er zusammen sechs gemeinsame Kinder haben sollte, von denen jedoch nur drei das Erwachsenenalter erreichen sollten. In den folgenden Jahren wirkte er als Journalist für Tageszeitungen in Aberdeen, Edinburgh und Birmingham. Später übernahm er die Leitung des Magazins der Christadelphians The Ambassador of the Coming Age (später unter dem Titel The Christadelphian). Zugleich trat er immer wieder als Prediger der im Entstehen befindlichen Christadelphians auf der britischen Insel auf und half u. a. mit, die letzte Englandreise von Thomas zu finanzieren. Roberts hatte so entscheidenden Anteil an der Konsolidierung der noch jungen Bewegung. Nach dem Tod von Thomas 1871 publizierte Roberts das Buch Dr John Thomas: his life and work, das u. a. auf den Begegnungen beider Männer während Thomas´ letzter Englandreise fußte. In den folgenden Jahren verfasste Roberts mehrere theologische Abhandlungen und war an mehreren Debatten innerhalb der Christelphian-Bewegung beteiligt. Größere Bekanntheit erlangte u. a. das Buch Christendom Astray from the Bible. Später unternahm er ausgedehnte Missionsreisen. So brach er 1885 zu einer Reise nach Australien und Neuseeland auf, wo er zahlreiche Predigen hielt. Später bereiste er Kanada und die USA. 1897 ließ er sich mit seiner Familie im australischen Coburg, einem Vorort von Melbourne, nieder. In dieser Zeit sammelte er auch Gelder für die jüdische Siedlung Rosch Pina in Israel. Während einer seiner Reisen starb Roberts 1898 im Alter von 59 Jahren in San Francisco an Herzversagen. Er wurde neben dem Grab von John Thomas auf dem Green-Wood Cemetery in New York City beigesetzt.

## Werke
- Christendom Astray From the Bible (1884)
- Dr Thomas: His Life and Works (1873)
- The Law of Moses
- My Days and My Ways
- Nazareth Revisited (1890)
- Seasons of Comfort (1879)
- Thirteen Lectures on the Apocalypse (1880)
- To the Elect of God in Times of Trouble
- The Truth about God and the Bible
- The Visible Hand of God
- The Ways of Providence (1881)
- The Trial (1882)
- Diary of a Voyage to Australia, New Zealand, and Other Lands (1896)